# Ело (село)
Ело́ (алт. Joло) — село в Онгудайском районе Республики Алтай России. Административный центр Елинского сельского поселения.

## География
Село находится в межгорной котловине между Семинским и Теректинским хребтами, на правом берегу реки Урсул, в устье реки Каерлык, около региональной автомобильной дороги Теньга — Усть-Кан.

## История
В 1988 году в окрестностях села впервые прошёл возрождённый национальный праздник алтайского народа Эл-Ойын. С 2006 года Ело стало постоянным местом его проведения.

## Население
| 2010 | 2011 | 2012 | 2013 | 2014 | 2015 | 2016 |
| ---- | ---- | ---- | ---- | ---- | ---- | ---- |
| 858  | ↘855 | ↘825 | ↘824 | ↘819 | ↘812 | ↘800 |

## Улицы
| - ул. Арка-Дьан, - ул. Заречная, - ул. Кайырлыкская, - ул. Лесная, | - ул. Молодёжная, - ул. Подгорная, - ул. Почтовая, - ул. Тонмок-Суу, | - ул. Трактовая, - пер. Туйук, - ул. Урсульская, - ул. Чачиякова. |

## Археология
В 4 км к юго-западу от села Ело, у подножия скалы в районе устья реки Семисарт, при её выходе в долину реки Каерлык (верховья реки Урсул), находится многослойная стоянка «Кара-Бом» (50°43' с. ш., 85°42' в. д.), имеющая большое значение для изучения эволюции культуры палеолитического человека Северной и Центральной Азии на рубеже мустье и позднего палеолита.

## Известные уроженцы
- Мамадаков, Амаду Васильевич (род. 1976) — российский актёр театра и кино, театральный режиссёр.
- Палкин, Эркемен Матынович (1934—1991) — советский поэт и писатель. Заслуженный работник культуры РСФСР.
- Пекпеев, Сергей Тимурович (1956—2012) — российский политический деятель.